# علم الموسيقى
علم الموسيقى هي الدراسة العلمية للموسيقى.
هذا العلم في معناه الضيق: يقتصر على تاريخ الموسيقى في الثقافة الغربية. وفي معناه المتوسط: فإنه يشمل جميع الثقافات ذات الصلة ومجموعة من الأشكال والأنماط والأنواع والتقاليد الموسيقية. وبمعناه الواسع: فإنه يشمل جميع التخصصات ذات الصلة الموسيقية وجميع مظاهر الموسيقى في جميع الثقافات.

## علم آثار الموسيقى
عِلْم آثار الموسيقى قد يندرج تحته عدّة مواضيع، مثل علم الموسيقى وعلم النفس الموسيقي، لأن مصطلح علم آثار الموسيقى غالبًا ما يُقصد به التأثير الكبير الناتج عن دخول الموسيقى في مجالات حياتنا المختلفة، وممكن أن يحتمل  الأمر معنى  الآثار لخلود هذا التأثير على مر العصور .
ويجمع الموضوع بين عدّة مجالات مثل: علم النفس، وعلم الأعصاب،  وعلم الصوتيات، والطب، والتربية. لذلك فإنّ فهم تأثير الموسيقى على الإنسان يُعتَبر مفتاحًا لاستخدامها بشكل فعّال في مختلف المجالات مثل التي تمّ ذكرها سابقًا .

### يتفرع علم آثار الموسيقى إلى موضوعين:

#### علم آثار الموسيقى بمعنى "تأثير الموسيقى على الإنسان بدءًا من العصور الوسطى إلى العصر الحديث" .
يشمل هذا الموضع من علم آثار الموسيقى مدى وكيفية استجابة الأفراد للموسيقى من النواحي النفسيّة والفسيولوجيّة والسلوكيّة، وتأثيرها على المزاج والعواطف والأداء الذهنيّ والحركيّ بطريقة مباشرة و طريقة غير مباشرة .
يُدرَس استخدام الموسيقى في تحسين الصحّة النفسيّة والعلاج النفسيّ، أي بمعنى أدق استخدامها في علاج الاكتئاب والقلق وتقليل التوتّر وتحسين جودة الحياة في نظر الأشخاص الذين يعانون من المشاكل التي ذُكرت سابقًا.
يُتَناوَل تأثير الموسيقى في المجتمعات المعاصرة وكيف يتغيَّر هذا التأثير بتطوّر المجتمعات والثقافات وبمرور الزمن .
وَجد العلماء بعد عدة بحوثات أن تأثير الموسيقى يعزّز التركيز والانتباه، ويعزّز التواصل الاجتماعي ويحسّن جودة النوم وفي بعض الحالات يمكنه حتى تخفيف الألم.
تأثر الموسيقى على الإنسان من ناحية أخلاقية ، حيث أن لها القدرة على دعم العنصر الفاضل في الشخصية أو زيادة ميلها الى الرذائل ، حسب نوع الألحان و الإيقاعات و المقامات المستخدمة فيها .
تساعد الموسيقى على إفراز هرمون الاندروفين (Endorphin) ، وهو الهرمون المسؤول عن نقل الالم .
رفع معدل هرمون السيروتونين في الدماغ ، الذي يساعد على تخفيف شعور الاكتئاب .
التأثير السيكولوجي للموسيقى : ينقسم هذا التأثير الى تأثير مباشر حيث تستطيع ان تظهر تكوينا عاما بمظهر الفرح أو الحزن ، و تأثير غير مباشر حيث تتغير تبعا للأشخاص ويرجع مصدرها للترابطات والانطباعات الموضوعية والغير موضوعية المتولدة تلقائيا .
التأثير الفسيولوجي للموسيقى : أي التأثير على جزء أو مجموعة في الجسم  ، فالتأثير المسكن الملطف أو حالات الاضطراب التي تحدث من السرعة والإيقاع أو الهارمونيات أو الألحان بالنسبة لبعض الأشخاص ، أو التأثير المنبه عن طريق جهاز صوتي أو النبرات القوية أو النبرات المؤجلة .
تأثير الموسيقى على الطفل ومهارات التعلم : يمكن للموسيقى أن تساعد في تربية الأطفال منذ كونهم أجنة ، وبحسب الأبحاث في هذا المجال تكمن أهمية الموسيقى في تربية الطفل في كونها تعمل على :
- تنمية الإدراك الحسي والقدرة على التنظيم المنطقي والملاحظة .
-تنمية الذاكرة السمعية وزيادة القدرة على الابتكار .
-تساعد على تنمية التوافق الحركي والعضلي في النشاط الجسمي ، وإلى تقوية مجموعة من المهارات الحركية .
-تدريب الأذن على التمييز بين الأصوات المختلفة .
-تساعد الموسيقى الهادئة على تنشيط المخ ، و تدرب الطفل على الانضباط وحسن الإصغاء .

#### علم آثار الموسيقى أي بمعنى "دراسة الآثار التي تتركّز على فهم دور الموسيقى في الحضارات القديمة والحديثة وتأثيرها على الثقافات والمجتمعات".
يتناول هذا الموضوع عدّة نقاط أساسيّة في علم الآثار القديمة والحديثة الموسيقيّة منها:
- تطوّر الممارسات الموسيقيّة: يَدرس الباحثون تطوّر الممارسات الموسيقيّة وكيفية تأثير التغيرات الثقافيّة والاجتماعيّة والتكنولوجيّة على تطوّر الموسيقى منذ العصور القديمة حتى العصر الحديث .

- آثار الموسيقى على الثقافة والمجتمع: البحث في هذا المجال يتناول تأثير الموسيقى على الحياة الثقافيّة والاجتماعيّة في الحضارات القديمة والحديثة. يمشل استخدامها في الطقوس الاجتماعية والمناسبات الاحتفاليّة.
- الآلات الموسيقيّة الحديثة والقديمة: يدرس الباحثون الآلات الموسيقيّة التي استخدمت قديمًا وكيف تطوّرت مع مرور الزمن،  ويدرس الباحثون أيضًا الآلات الموسيقيّة الحديثة وتأثيرها على الموسيقى والثقافة المعاصرة.
-تمثيل الموسيقى في الفنون البصريّة والمكتوبة: يمكن للموسيقى أن تتمثّل على عدّة هيئات في الفنون البصريّة مثل الرسم والنحت، وكيف تمّ وصفها وكتابتها وتوثيقها في المخطوطات والنصوص القديمة.
في النهاية، يُمكن دمج هذين الموضوعين من خلال فهم كيف أثّرت الموسيقى على الإنسان والثقافة عبر العصور، وكيف تطورت الآلات الموسيقيّة والممارسات الموسيقية من العصور القديمة إلى العصر الحديث.

## مقالات ذات صلة
- علم الموسيقى الجديد
- علم اجتماع الموسيقى